# Isidoro San José
Isidoro San José Pozo (* 27. Oktober 1955 in Madrid) ist ein ehemaliger spanischer Fußballspieler.

## Karriere

### Verein
San José wechselte mit 12 Jahren in die Jugendabteilung von Real Madrid und debütierte mit 18 Jahren im Profikader, als er die Viertel- und Halbfinalspiele der Copa del Generalísimo 1974 gegen den FC Granada und UD Las Palmas bestritt. Von 1974 bis 1976 spielte er für die Zweitmannschaft des Vereins, Castilla CF, ehe er dauerhaft in den Profikader aufgenommen wurde. In der Saison 1976/77 bestritt er zunächst nur drei Ligaspiele, in den folgenden drei Jahren etablierte er sich jedoch als Stammspieler, absolvierte 77 Ligabegegnungen und gewann mit Real Madrid drei spanische Meistertitel in Folge. Ende 1979 verletzte er sich in einem Ligaspiel gegen RCD Español schwer am Meniskus und musste eineinhalb Jahre pausieren. Beim Finalsieg in der Pokalsaison 1981/82 saß er frisch genesen erstmals wieder auf der Ersatzbank. In seinen letzten beiden Jahren bei Real Madrid bestritt San José nur noch 30 Ligaspiele. Zu diesem Zeitpunkt hatte er seinen Stammplatz bereits an Chendo verloren. Dennoch trug er seinen Anteil dazu bei, dass der Verein 1985 und 1986 jeweils den UEFA-Pokal, 1985 die Copa de la Liga und in der Saison 1985/86 noch einmal die spanische Meisterschaft gewann.
Mit 32 Jahren beendete San José seine Karriere, nachdem er in der Saison 1986/87 noch 17 Ligaspiele für RCD Mallorca bestritten und dem Verein zum Klassenerhalt verholfen hatte. Anschließend arbeitete er in Diensten der Stiftung von Real Madrid und leitete verschiedene Fußballcamps für Kinder.

### Nationalmannschaft
San José nahm mit der U-23-Auswahl Spaniens 1976 am olympischen Fußballturnier teil. Am 30. November 1977 debütierte er im WM-Qualifikationsspiel gegen Jugoslawien in der A-Nationalmannschaft. Bei der WM 1978 bestritt er sämtliche Vorrundenspiele, verpasste mit Spanien jedoch die Qualifikation für die Zwischenrunde. Sein 13. und letztes Länderspiel bestritt er am 14. November 1979 gegen Dänemark.

## Erfolge
- UEFA-Pokalsieger: 1985, 1986
- Spanischer Meister: 1978, 1979, 1980, 1986
- Spanischer Pokalsieger: 1974, 1980, 1982
- Spanischer Ligapokalsieger: 1985